# Opererande thetan

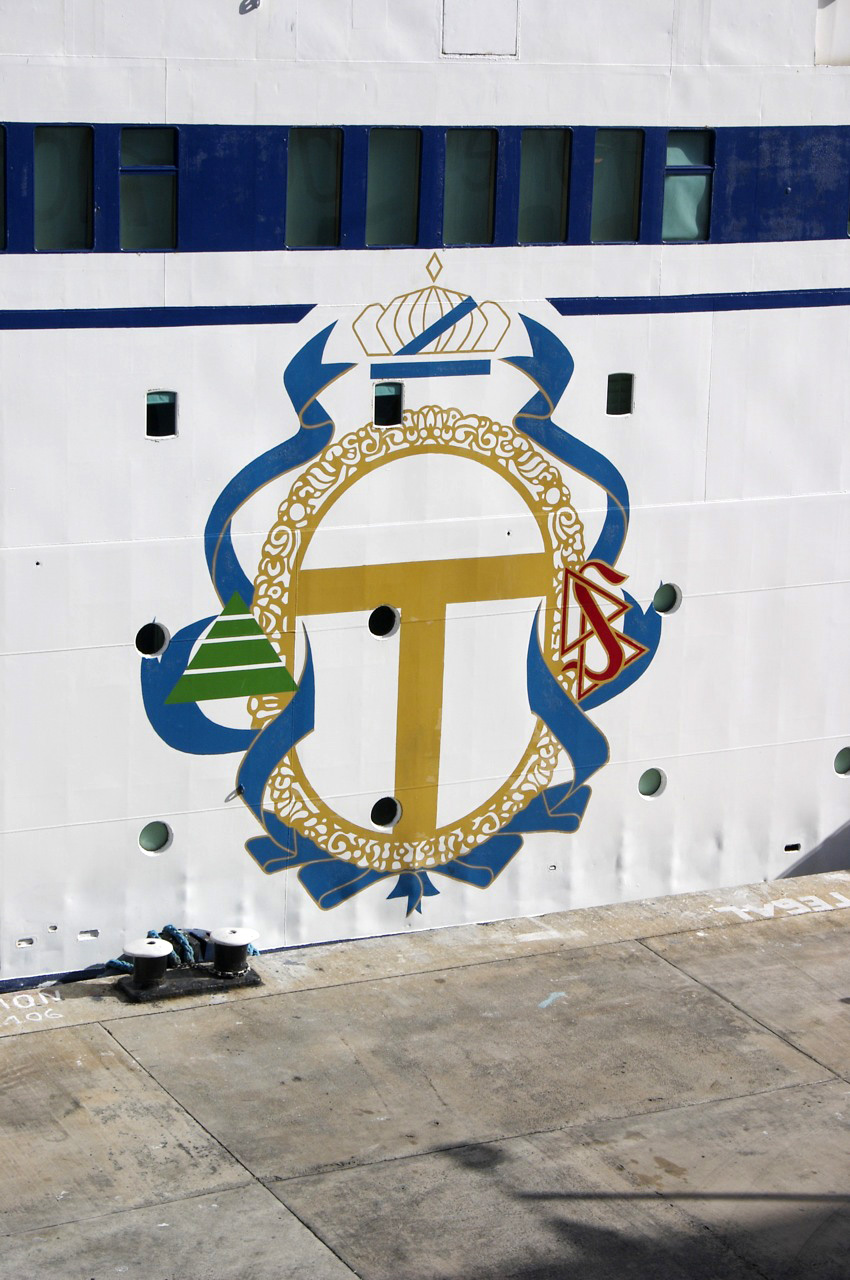
Logotyp på Scientologi-fartyget Freewinds. I mitten OT-symbolen för Operating Thetan, till vänster Dianetik-symbolen och till höger Scientologi-logotypen.

Opererande thetan (en: Operating Thetan) (OT) är ett begrepp inom scientologins läror. "Thetan" är scientologernas namn för själ, och en person som uppnått tillståndet Operating Thetan ska enligt deras läror kunna kontrollera materia, energi, rymd och tid (MEST) och uträtta saker och ting oberoende av sin egen kropp. Scientologirörelsens grundare L. Ron Hubbard påstod sig till exempel ha rest runt kring Van Allen-bältet. 
OT-nivåerna är de mest avancerade och hemliga kurserna inom scientologikyrkan och den högsta är OTVIII (OT8). Den mest kända är OTIII, som bland annat innehåller de sensationella lärorna om hur härskaren Xenu för 75 miljoner år sedan sprängde miljarder människor från olika planeter i jordens vulkaner. När den publicerades på internet blev det början på långa rättsliga processer rörande upphovsrätt. Många scientologer har tagit dessa OT-kurser sedan de infördes på 1960-talet, men inga bevis på deras påstådda övermänskliga krafter har presenterats.[källa behövs] Scientologirörelsens kritiker, däribland avhoppare från scientologikyrkan som uppnått OT-nivåerna, menar att de som är OT tror på sina krafter helt enkelt för att de vill tro på dem och för att de under många år indoktrinerats av scientologikyrkan som man anser vara en manipulativ sekt. Lärorna är hemliga för alla medlemmar som ännu inte uppnått OTIII.
Scientologikyrkan påstår att det finns 15 OT-nivåer men att nivåerna 9 och uppåt inte är redo att släppas. 